# Denizköşkler, Avcılar
Denizköşkler là một xã thuộc huyện Avcılar, tỉnh Istanbul, Thổ Nhĩ Kỳ.